# Каптагай, Бауыржан Ескожаевич
Бауыржан Ескожаевич Каптагай (9 мая 1954; село Джамбул, Нарынкольский район, Алма-Атинская область, Казахская ССР, СССР) — казахский актёр кино и театра. Заслуженный деятель Республики Казахстан (2013).

## Биография
- Бауыржан Ескожаевич Каптагай Родился в 1954 году в с. Жамбыл Нарынколского района Алматинской области.
- После окончания школы в 1971 г. работал на колхозе.
- 1972—1974 гг. выполнил долг перед отечеством, отслужил в армии.
- 1976—1980 гг окончил Казахский Государственный Институт Театра и Кино имени Т. Жургенова в мастерской, народный артист Казахской ССР, профессор Аскара Токпанова.
- С 1980 года — актёр Казахский государственный академический театр драмы имени М. О. Ауэзова

## Основные роли на сцене
- Основные роли на сцене Казахский государственный академический театр драмы имени М. О. Ауэзова:
- Из национальной классики и современной драматургии: Кодар в «Ночном диалоге» Р. Сейсенбаева, Хасен в комедии «Ох, уж эти девушки!» К. Шангытбаева и К. Байсеитова, Нарша, Жабай в «Карагозе» М. Ауэзова, Казан в «Каракипчак Кобланды», Айдар, Нарымбет, Мес в «Абае», Есен в «Енлик -Кебек», Абейсин в спектакле «Кровь и пот» А. Нурпеисова, Манас в спектакле «Абй -Айгерим» Б. Римовой, Асан в спектакле «Прощай любовь!» М. Макатаева, Кодар в «Козы Корпеш — Баян сулу» Г. Мусрепова, Отец Батис в «Светлой Любви» С. Муканова, Калтан кажы в «Красавице Камар» С. Торайгырова, Март в «Томирисе» Шахимардена, Жан в «Кавалерах» Б. Мукая, Жума в «Апокалипсисе» Вовнянко, Барбол в «Свадьбе Кырманбая» Т. Нурмаганбетова, Бий в «Казахах» К. Ыскак и Шахимардена, Аким в «Естай — Хорлан» Иран — Гайыпа, Ветеран в спектакле «Великий и Вор» Т. Абдикова (реж. Е. Обаев, Е. Нурсултан) и др.
- Из мировой классики и современной драматургии: Брассет в комедии «Здравствуйте, я ваша тетя!» Б. Томаса, Торвальд в «Кукольном доме» Ибсена, Адам в спектакле «Каин — сын Адама» К. Ашира, Аммос Феодорович в «Ревизоре» («Пара») Н. Гоголя, управляющий района в «Ночи, когда плачут кони» Т. Мурода, Клион в спектакле «Забыть Герострата» Г. Горина, Абдисалам в «Сватах» Е. Уахитова, Жалшыгул в «Ночи лунного затмения» М. Карима, Визирь в «Фархад — Ширин» Н. Хикмета, Веллер Мартин в «Игре в джин» Д. Кобурна и др.

## Фильмография
- 2011 — Айналайын (сериал)
- 2014 — Хозяева
- 2017 — Тасөткел (сериал)
- 2017 — Брат или брак
- 2018 — Ласковое безразличие мира
- 2018 — Брат или брак 2

## Награды и звания
- 2013 — Присвоено почетное звание «Заслуженный деятель Республики Казахстан» (за большие заслуги в области казахского театрального и киноискусства) 16.12.2013[1][2]
- 2016 — Медаль «25 лет независимости Республики Казахстан»
- Лауреат традиционного театрального фестиваля «Театральная весна»